# Gangwan (sockenhuvudort i Kina, Shandong Sheng, lat 36,88, long 122,42)
Gangwan (kinesiska: 港湾, 港湾街道) är en sockenhuvudort i Kina. Den ligger i provinsen Shandong, i den östra delen av landet, omkring 480 kilometer öster om provinshuvudstaden Jinan. Antalet invånare är 64 345. Befolkningen består av 31 813 kvinnor och 32 532 män. Barn under 15 år utgör 13,0 %, vuxna 15-64 år 78 %, och äldre över 65 år 8,0 %.
Närmaste större samhälle är Renhe, 11,1 km väster om Gangwan. 
Genomsnittlig årsnederbörd är 718 millimeter. Den regnigaste månaden är augusti, med i genomsnitt 164 mm nederbörd, och den torraste är februari, med 16 mm nederbörd.